# Claveria, Masbate

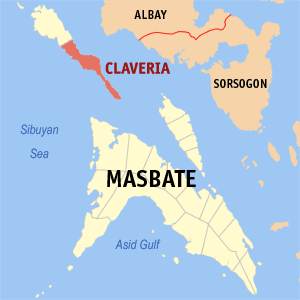
Bản đồ Masbate với vị trí của Claveria

Claveria là một đô thị hạng 4 ở tỉnh Masbate, Philippines. Đô thị này nằm trên đảo Burias, đông nam của Manila. Theo điều tra dân số năm 2015 của Philipin, đô thị này có dân số 43.693 người trong.

## Các đơn vị hành chính
Claveria được chia ra 22 barangay.
| - Albasan - Boca Engaño - Buyo - Calpi - Canomay - Cawayan - Khu dân cư I (Thị xã) - Khu dân cư II (Thị xã) - Mababang Baybay - Mabiton - Manapao | - Nabasagan - Nonoc - Osmeña - Pasig - Peñafrancia - Quezon - San Isidro - San Ramon - San Vicente - Taguilid - Imelda |